# Cleopatra (film, 1963)
Cleopatra är en amerikansk-brittisk episk dramafilm från 1963 i regi av Joseph L. Mankiewicz, om drottning Kleopatra av Egypten. Filmen är baserad på Carlo Maria Franzeros bok The Life and Times of Cleopatra från 1957 samt på historier av Plutarchos, Suetonius och Appianos. I huvudrollerna ses Elizabeth Taylor, Richard Burton, Rex Harrison, Roddy McDowall och Martin Landau. 

## Handling
Efter Slaget vid Farsalos 48 f.Kr. beger sig Julius Caesar (Rex Harrison) till Egypten, under förevändning att han ska bli utnämnd till testamentsexekutor för den unge farao Ptolemaios XIII (Richard O'Sullivan) och hans syster Kleopatras (Elizabeth Taylor) far.
Kleopatra tar hjälp av Caesar för att återta tronen från sin yngre bror, med vilken hon är i konflikt. Caesar dömer faraos förmyndare Pothinus (Grégoire Aslan) till döden för att ha arrangerat ett mordförsök på Kleopatra och driver Ptolemaios XIII på flykt. Kleopatra kröns till drottning av Egypten, vartefter hon när allt mer storslagna planer om att hon ska regera världen tillsammans med Caesar, som i sin tur önskar bli kung av Rom. De gifter sig, och när deras son Caesarion föds erkänner Caesar honom offentligt, vilket blir det stora samtalsämnet i Rom och dess senat.
Efter att ha gjorts till diktator på livstid, sänder Caesar efter Kleopatra och hon anländer till Rom i en påkostad procession där hon hyllas av folket. I senaten blir man dock allt mer missnöjda över ryktet att Caesar även vill bli kung, en styggelse i deras ögon.

## Rollista i urval
- Elizabeth Taylor – Kleopatra
- Richard Burton – Marcus Antonius
- Rex Harrison – Julius Caesar
- Roddy McDowall – Octavian, Caesar Augustus
- Martin Landau – Rufio
- Hume Cronyn – Sosigenes
- George Cole – Flavius
- Carroll O'Connor – Servilius Casca
- Andrew Keir – Agrippa
- Gwen Watford – Calpurnia
- Kenneth Haigh – Brutus
- Pamela Brown – översteprästinna
- Cesare Danova – Apollodorus
- Robert Stephens – Germanicus
- Francesca Annis – Eiras
- Richard O'Sullivan – Farao Ptolemaios XIII
- Grégoire Aslan – Pothinus
- Martin Benson – Ramos
- Herbert Berghof – Theodotus av Chios
- John Cairney – Phoebus
- Andrew Faulds – Canidius
- Michael Gwynn – Cimber
- Michael Hordern – Cicero
- John Hoyt – Cassius
- Marne Maitland – Euphranor
- Douglas Wilmer – Decimus

## Om filmen
Filmen hade biopremiär i USA den 12 juni 1963, kostade 44 miljoner dollar vilket gör den till en av världens dyraste filmer genom tiderna, om man justerar för inflationen. Den kom samtidigt att bli den mest inkomstbringande filmen 1963 och tjänade in drygt 57 miljoner dollar i USA och Kanada.
Filmen mottog nio Oscarsnomineringar, för bland annat bästa film och bästa manliga huvudroll till Rex Harrison, och blev fyrfaldigt Oscarbelönad, däribland tilldelades Irene Sharaff en Oscar för bästa kostym – färg. Den fick även Oscar för bästa foto – färg, bästa scenografi – färg och bästa specialeffekter.

### Fotnoter
1. ↑  ”Cleopatra” (på engelska). Box Office Mojo. 12 juni 1963. http://www.boxofficemojo.com/movies/?id=cleopatra.htm. Läst 22 januari 2017.